# Alfred Weber
Alfred Weber (Erfurt, 30 de julho de 1868 — Heidelberg, 2 de maio de 1958) foi um economista alemão, um sociólogo e teórico da cultura.
Entre 1907 e 1933 ele foi professor na Universidade de Heidelberg até ser demitido por causa do seu criticismo a Hitler e sua ideologia. Foi reabilitado em 1945 e continuou a dar aulas até 1958.
Alfred Weber foi irmão de Max Weber, um outro sociólogo, ainda mais influente.
Weber apoiou a reintrodução da teoria e modelos causais ao campo da Economia, para complementar a análise histórica. Nessa área, o seu trabalho foi pioneiro na modelação da localização industrial.
Ele viveu num período em que a sociologia se tornou um campo científico autónomo. Weber manteve-se na linha da tradição da filosofia da história. Nesta área, ele fez contribuições com teoria analisando a mudança social na civilização ocidental como uma confluência de civilização (intelectual e tecnológica), processos sociais (organizações) e cultura (arte, religião e filosofia). Ele levou a cabo análises empíricas e históricas acerca do crescimento e distribuição geográfica das cidades e do capitalismo.  
Weber viveu na Alemanha Nazista durante a Segunda Guerra Mundial mas foi uma figura de destaque da oposição intelectual. 